# Siegrid Pallhuber
Siegrid Pallhuber (Brunico, 1º maggio 1970) è un'ex biatleta italiana.

## Biografia
Nata a Brunico, in Alto Adige, è sorella di Wilfried, anche lui biatleta, partecipante a 5 Olimpiadi invernali consecutive da Albertville 1992 a Torino 2006, e di Hubert, biker partecipante ai Giochi olimpici estivi di Sydney 2000.
A 21 anni ha preso parte ai Giochi olimpici di Albertville 1992, nelle gare di 7.5 km sprint e 15 km, chiudendo rispettivamente 56ª in 29'23"1 e 38ª in 58'27"3.
10 anni dopo ha partecipato di nuovo alle Olimpiadi, quelle di Salt Lake City 2002, nei 7.5 km sprint, terminando 68ª in 26'20"9.
Ai Campionati italiani ha vinto 6 ori, 12 argenti e 6 bronzi tra individuale, sprint, inseguimento e mass start.